# Mercè Ibarz
Mercè Ibarz Ibarz (Zaidín, Bajo Cinca, Huesca, Aragón, 23 de septiembre de 1954), conocida como Mercè Ibarz, es una escritora española en lengua catalana, periodista cultural, investigadora y profesora. Es Doctora en Comunicación Audiovisual por la Universidad Pompeu Fabra. Inició su trayectoria como periodista durante la transición española, en 1976, como redactora del diario Avui formando parte de la primera generación de periodistas que empezaron su vida profesional escribiendo directamente en catalán.
Narradora y ensayista, como escritora se dio a conocer en 1993 con La tierra retirada, crónica de las transformaciones del mundo rural contemporáneo vistas desde Zaidín y relato biográfico. Ha destacado como biógrafa de la escritora Mercè Rodoreda y ha publicado investigaciones y estudios sobre Luis Buñuel y sobre cine documental. Actualmente es columnista de la edición en catalán del diario nacionalista digital y en papel El País y del diario digital independentista Vilaweb, además de profesora en la Universidad Pompeu Fabra.
Cruz de San Jordi 2025.

## Biografía
Nació en Zaidín una pequeña localidad de habla catalana limítrofe entre Aragón y Cataluña, lugar que ha reflejado en su obra, especialmente en el díptico La tierra retirada (1993) y La Palmera de blat (1995) donde narra los cambios en el pueblo y los lazos que la vida en la ciudad crea con un mundo rural muy transformado y al mismo tiempo ancestral. Allí vivió hasta los 14 años y realizó sus primeros estudios de bachillerato.
Mercè fue la primera mujer de su familia en poder desvincularse de trabajar la tierra. 

Era 1968 y yo tenía 14 años, la edad ritual en la que en el pueblo era el momento de empezar a trabajar la tierra. Así había sido para mis padres y para mi hermano. Pero me fui a Lérida y después, al acabar el bachillerato y el preuniversitario a Barcelona. Era una chica, las máquinas ya habían llegado a la agricultura i en casa no me necesitaban, podría seguir estudiando y hacer una carrera. Una carrera.
La terra retirada p.11

En 1971 se instaló en Barcelona, tras haber pasado tres años en Lérida estudiando el bachillerato superior y preuniversitario. Acababa de crearse la Facultad de Periodismo de la Universidad Autónoma de Barcelona e Ibarz formó parte de la primera generación de periodistas con titulación universitaria. Se licenció en Ciencias de la Información en 1976 y se doctoró en la Universidad Pompeu Fabra en 1997.

### Trayectoria profesional
En 1975, con 21 años, ganó el premio de periodismo Crida als escriptors joves convocado por la revista Serra d'Or con un reportaje sobre el Bajo Cinca. Con el aval de premio y a punto de licenciarse en periodismo en mayo de 1976 empezó a trabajar en el diario Avui que acababa de crearse. Hasta 1981 trabajó en la sección de "España" y posteriormente estuvo adscrita a la sección de "Cultura" hasta 1986 que dejó el periódico.
Tras publicar algunos artículos en la revista de historia L'Avenç sobre ETA en 1981 publicó el libro Breu història d'ETA (1959-1979) (Ed. La Magrana).
De 1986 a 1989 fue redactora jefa y luego redactora cultural del Diario de Barcelona y posteriormente empezó a colaborar en los suplementos semanales de La Vanguardia hasta 2009 como periodista cultural de arte y fotografía.
En 1991 con la publicación de la biografía de Mercè Rodoreda Mercè Rodoreda. Un retrat (Ed. Empúries) inicia su etapa de creación literaria. Su primera novela fue La terra retirada (1993) que ganó el premio Humbert Torres 1994 otorgado por el Instituto de Estudios Ilerdenses y Omnium Cultural, seguida por La Palmera de blat (1995).
También en 1991 inicia su etapa docente. De 1991 a 1993 fue profesora de redacción periodística en la Facultad de Ciencias de la Información de la Universidad Autónoma de Barcelona donde ella se formó. Posteriormente se incorporó a la Facultad de Comunicación Audiovisual de la Universidad Pompeu Fabra, donde actualmente imparte clases de artes visuales.
En paralelo preparó su tesis doctoral Buñuel documental. Tierra sin pan i el seu temps centrada en la historia del film rodado por el director aragonés en Las Hurdes en 1933, traducida al castellano por la Universidad de Zaragoza.
En 1996 se integró en el Comité de Escritoras del Centro Catalán del PEN Club impulsado entre otras escritoras por Maria Mercè Marçal. Ibarz colaboró en varias de sus iniciativas, destacando la escritura de un texto en el que se imaginaba un encuentro casual entre Mercè Rodoreda y Nina Berbérova en el Museo del Louvre de París para los ciclos Cartografías del deseo organizadas en la Casa Elizalde (1997-1998).
En 2002 publicó el libro de relatos A la ciutat en obres con la que ganó el Premio Pedro Saputo de las Letras Aragonesas-modalidad lengua catalana (2003) y por la que algunos críticos la señalaron como una de las autoras más destacadas de la nueva literatura catalana.
También profundizó en sus lecturas de la obra de Mercé Rodoreda publicando en 2004 un nuevo ensayo biográfico, Mercé Rodoreda (Ed. Omega) posteriormente ampliado y editado en catalán en 2008 con el título Rodoreda. Exili i desig.
En 2014 volvió a ganar el premio Crítica Serra d'Or conVine com estàs obra en la que reúne las historias orales y en la que aborda la construcción del canal de Aragón y Cataluña y el Consejo de Aragón en sus primeros tiempos en Fraga considerado el primer gobierno anarquista del mundo. En el relato se desprende que la guerra civil española tuvo continuación más allá del 39.
Actualmente es columnista de la edición catalana de El País y del diario digital catalán VilaWeb y profesora permanente de la UPF.

## Obras publicadas
Su obra, escrita en catalán, ha sido traducida al castellano, francés y parcialmente en antologías al inglés y húngaro en narrativa.

### Narrativa
- La terra retirada (1994) Quaderns Crema La butxaca (2010) Minúscula (2009) (en castellano)
- La palmera de blat (1995) Quaderns Crema
- A la ciutat en obres (2002)
- Febre de carrer (2005) Quaderns Crema
- No parlis de mi quan me'n vagi (2010) Empúries
- Vine com estàs (2013) Proa
- L'amic de la Finca Roja (2017) Tusquets

### Ensayo e Investigación
- Breu història d'ETA (1959-1979) (1981)
- Mercè Rodoreda (1991) Empúries 1991
- Mercè Rodoreda, un retrat (1997)
- Buñuel documental. Tierra sin pan y su tiempo (1999) (en traducción de su tesis doctural)
- Un experiment seriós. Instantànies catalanes de "Tierra sin pan" de Luis Buñuel (1933) (2000)
- Gent Terra Paraules. Literatura de la Franja (2000). Editora y coautora
- L'occhio anarchico del cinema. Luis Buñuel (2001). Coautora (en italiano)
- L'imaginaire transculturel de Luis Buñuel (2003) Coautora (en francés)
- Luis Buñuel. New Readings (2004). Coautora (en inglés) BFI
- Sota el signe del drac. Proses 1985-1997 (2004) de Maria-Mercè Marçal. Curadora de la edición edición y autora del prólogo
- Exile and Reconstruction: Mercè Rodoreda and visual art in the 1950s (2008) (en inglés)
- Mercè Rodoreda. Exilio y deseo (2004) Omega
- Rodoreda. Exili i desig (2008)
- Barcelone. Itinéraires et bifurcations (2011) (en francés) Autrement

### Exposiciones
- Tierra sin pan. Buñuel i els nous camins de les avantguardes (1999) (català-anglès, hi ha també edició castellà-anglès). Curadora y editora del catálogo.
- L'altra Rodoreda. Pintures & Collages (2008). Curadora y editora del catálogo.
- Los humoristas del 27 (2002). Coautora del catálogo.
- 60's versus 80's. Literatura, música i arts visuals a Girona i a Catalunya (1960-1980 (2003). Coautora del catálogo.
- Cinematografías. El cartel de cine en Suecia y Dinamarca 1915-1942 (2008). Coautora del catálogo.
- Salvat-Papasseit. Poetavanguardistacatalà (2010). Coautora del catálogo.

### Participación en obras literarias colectivas
- Dones soles: 14 contes (1995)
- Herba de prat: poemes d'Àneu (1996)
- Cartografies del desig: quinze escriptores i el seu món (1998)
- Cua de bou: literatura a les Valls d'Àneu (1999)
- Memòria de l'aigua: onze escriptores i el seu món (2000)
- Llengua abolida: 1r encontre de creadors (2000)
- Combats singulars. Antologia del conte català contemporani (2007) Quaderns Crema
- Carrers de frontera. Passatges de la cultura alemanya a la cultura catalana (2008) (en catalán y alemán)
- Best European Fiction 2011 (2010) (en inglés) Dalkey Archives

## Premios periodísticos y literarios
- 1975 Premio de periodismo Crida als escriptors joves
- 1991 Crítica Serra d'Or por Mercè Rodoreda
- 1993 Humbert Torres por La terra retirada
- 2003 Pedro Saputo de las Letras Aragonesas-modalidad lengua catalana por A la ciutat en obres
- 2014 Crítica Serra d'Or de narrativa (2014) por Vine com estàs